# The Avett Brothers
The Avett Brothers son una banda estadounidense de folk rock y americana de Mount Pleasant, Carolina del Norte, Estados Unidos. La banda se compone de dos hermanos, Scott Avett (banjo, voz, guitarra, piano, kick drum) y Seth Avett (guitarra, voz, hi-hat) así como de Bob Crawford (contrabajo, violín) y Joe Kwon (violonchelo). Mike Marsh (batería), Tania Elizabeth (violín) y Pablo Defiglia (teclado, órgano) se unen, cuando están de gira, a los miembros de la banda.
Avett Brothers combina los géneros bluegrass, country, punk, pop, folk, rock and roll, indie rock, honky tonk, y ragtime para producir un nuevo sonido descrito por el San Francisco Chronicle como "la pesada tristeza de Townes Van Zandt, la luz del pop y la concisión de Buddy Holly, la melodía de los Beatles y la energía de los Ramones."

## Historia

### Comienzos
A pesar de que tocaban música juntos desde la infancia, los hermanos Scott y Seth Avett realmente comenzaron su colaboración en la década de 1990 con la fusión de la banda de rock de Seth, Margo, y el grupo de Scott, Nemo. Margo había lanzado una canción "Dumbfight" en un álbum de compilación antes de la fusión con Nemo. Después de lanzar tres álbumes bajo el nombre de Nemo, los Avetts comenzaron a experimentar con la música acústica con algunos amigos por la noche. Después de un par de actuaciones en la calle y encuentros que se llamaron "El Proyecto del Porche de Atrás" o "Nemo en la planta baja," los hermanos y el guitarrista de Nemo, John Twomey armaron un EP titulado The Avett Bros en el año 2000, mientras hacían shows tanto como Avett Brothers y como Nemo.
Cuando Nemo se rompió Scott y Seth continuaron escribiendo música acústica juntos. A principios de 2001 el bajista Bob Crawford, antes miembro de Memphis Quick 50, se unió a los Avetts y la banda lanzó su primer álbum de larga duración Country Was. Los Avett Brothers hicieron un tour reservado para promocionar el nuevo álbum y a finales de 2002 comenzaron los preparativos para el siguiente.

### Con Ramseur Records
Después de lanzar un disco en vivo de canciones originales y versiones titulado Live at the Double Door Inn, los hermanos se reunieron para compilar un nuevo álbum de larga duración. Durante este tiempo, el grupo comenzó una colaboración con Dolph Ramseur, dueño de una discográfica local que había quedado impresionado por el grupo en un show en vivo. Después de 70 horas en el estudio en 2003, el álbum A Carolina Jubilee se convirtió en el primero de la banda en Ramseur Records. A diferencia de sus discos anteriores, A Carolina Jubilee  ha demostrado la capacidad de la banda para escribir canciones y para la interpretación.

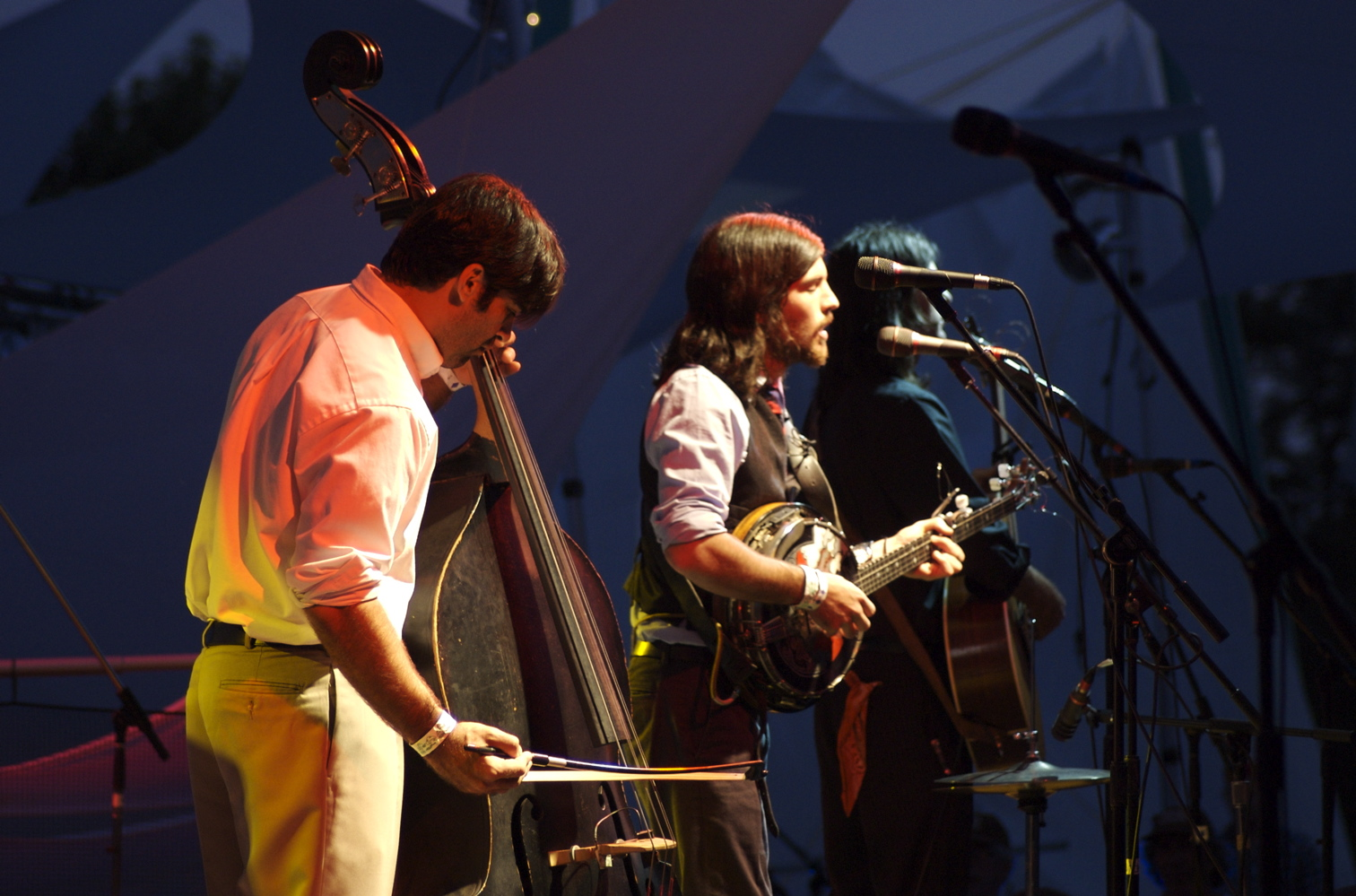
La banda tocando en Pickathon en 2006, en Portland, Oregon

En 2004, Avett Brothers lanzaron su tercer álbum titulado Mignonette. El nuevo CD presentaba destacadas armonías, letras introspectivas y un sentido de la dedicación que llevó a la banda a nuevas alturas. El álbum, de más de 70 minutos de duración, incluye la voz de su hermana Bonnie Avett y de su padre Jim Avett. Fue nombrado así por un yate inglés que se hundió en el Cabo de Buena Esperanza, resultando en el caso de canibalismo R v Dudley and Stephens.
En 2005, la banda lanzó Live, Volumen 2, el cual fue grabado tanto en el Teatro Neighborhood como en el King's Baracade en Charlotte y Raleigh, Carolina del Norte.
A principios de 2006, la banda lanzó Four Thieves Gone: The Robbinsville Sessions con mucho éxito. El álbum fue grabado en una casa en un lago en Robbinsville, Carolina del Norte, en el transcurso de 10 días y contó con colaboraciones de Paleface y Ian Thomas. El álbum fue titulado así después de que Scott Avett se dio cuenta de que su canción "Denouncing November Blue" sonaba idéntica a la de Charlie Daniels "Uneasy Rider", a quien en última instancia atribuye la composición el crédito del álbum.
Durante la extensa gira en apoyo del álbum Scott y Seth Avett producen El Rayo, un EP de grabaciones íntimas, que fue lanzado en septiembre de 2006. Se inspiraron para crear el álbum como dúo en su experiencia de la escritura y la grabación de "Famous Flower of Manhattan" durante las Four Thieves Gone sessions.
La banda lanzó Emotionalism  el 15 de mayo de 2007. Debutó en el Billboard Top Heatseekers Albums chart, en el N.º. 134 en el Billboard 200 y en el N.º. 13 en la lista de Artistas Independientes. En apoyo del álbum, la banda hizo su debut en la televisión nacional el 12 de mayo en el programa Late Night with Conan O'Brien, donde interpretaron "Paranoia in B-Flat Major." Emotionalism  marcó la primera aparición del violonchelista Joe Kwon, quien se ha convertido en uno de los miembros de la banda.
El 1 de noviembre de 2007, Avett Brothers ganó el premio de la Americana Music Association al Dúo/Grupo del Año y de Nuevo o Emergente Artista del Año. En julio de 2008, la banda lanzó El Segundo Rayo, otro despojado álbum acústico como el de 2006 El Rayo. En el mismo mes, la banda anunció que habían elegido a Rick Rubin para producir su próximo álbum y que estaban ligados a su sello American Recordings.

### Con American Recordings
Desde el 8 de septiembre al 8 de octubre de 2009, Avett Brothers publica 13 videos cortos que describen su música y sus fanes a la espera de su próximo álbum, I and Love and You. Los videos incluyen clips de conciertos pasados y entrevistas con los miembros de la banda. El álbum fue lanzado el 29 de septiembre de 2009 y alcanzó su punto máximo en el N.º. 16 en el Billboard 200 de álbumes más vendidos, el N.º. 8 de álbumes digitales más vendidos, N.º. 7 de los álbumes de Rock, y N.º. 1 en los álbumes de Folk.
A raíz de la publicación del álbum, Avett Brothers hizo rondas en la noche de la televisión, incluyendo apariciones en el Late Show con David Letterman, Late Late Show con Craig Ferguson, y el programa Late Night with Jimmy Fallon. El 21 de enero de 2010, la banda se presentó en la larga serie de la PBS Austin City Limits.
En enero de 2010, el baterista Jacob Edwards fue añadido a los Avetts en las giras de formación. En el otoño de 2010 la banda lanzó su tercer álbum en vivo y el primer DVD de concierto, Live, Volume 3. La actuación fue grabada en el año anterior durante el concierto de regreso a casa en Charlotte, Carolina del Norte en el Bojangles Coliseum.
A principios de 2011 el bajista Bob Crawford se enteró de que su hija Hallie tuvo una convulsión debida a un tumor cerebral. Se tomó un paréntesis en la banda y fue reemplazado temporalmente por el bajo de Langhorne Slim, Paul Defiglia. Bob volvió a tocar con los Avett Brothers en la edición número 53 de los Premios Grammy en el 2011, tocando "Head Full of Doubt/Road Full of Promise" antes de unirse a Mumford and Sons y Bob Dylan para interpretar "Maggie's Farm." Después de un tratamiento exitoso en Saint Jude Children's Research Hospital y con la salud de su hija estabilizada, regresó a la banda. La banda conservó a Defiglia como miembro para las giras para tocar el órgano, el contrabajo y teclados.
En 2011, la banda comenzó el proceso para un lanzamiento en 2012, producido de nuevo por Rick Rubin. Para ello fueron grabadas 24 canciones. El 26 de junio de 2012 Avett Brothers lanzó una preview del sencillo "Vivir y Morir" en la radio NPR y anunció su sexto álbum de estudio, The Carpenter publicado el 11 de septiembre de 2012. Debutó en el n º 4 en el Billboard 200 y fue nominado para Mejor Americana Álbum, en la 55.ª edición anual de los Premios Grammy. Jacob Edwards dejó la banda en diciembre de 2012. Mike Marsh, anteriormente el baterista de Dashboard Confessional, se unió a la banda como miembro de giras en su anual show de la Víspera de Año Nuevo en el 2012.

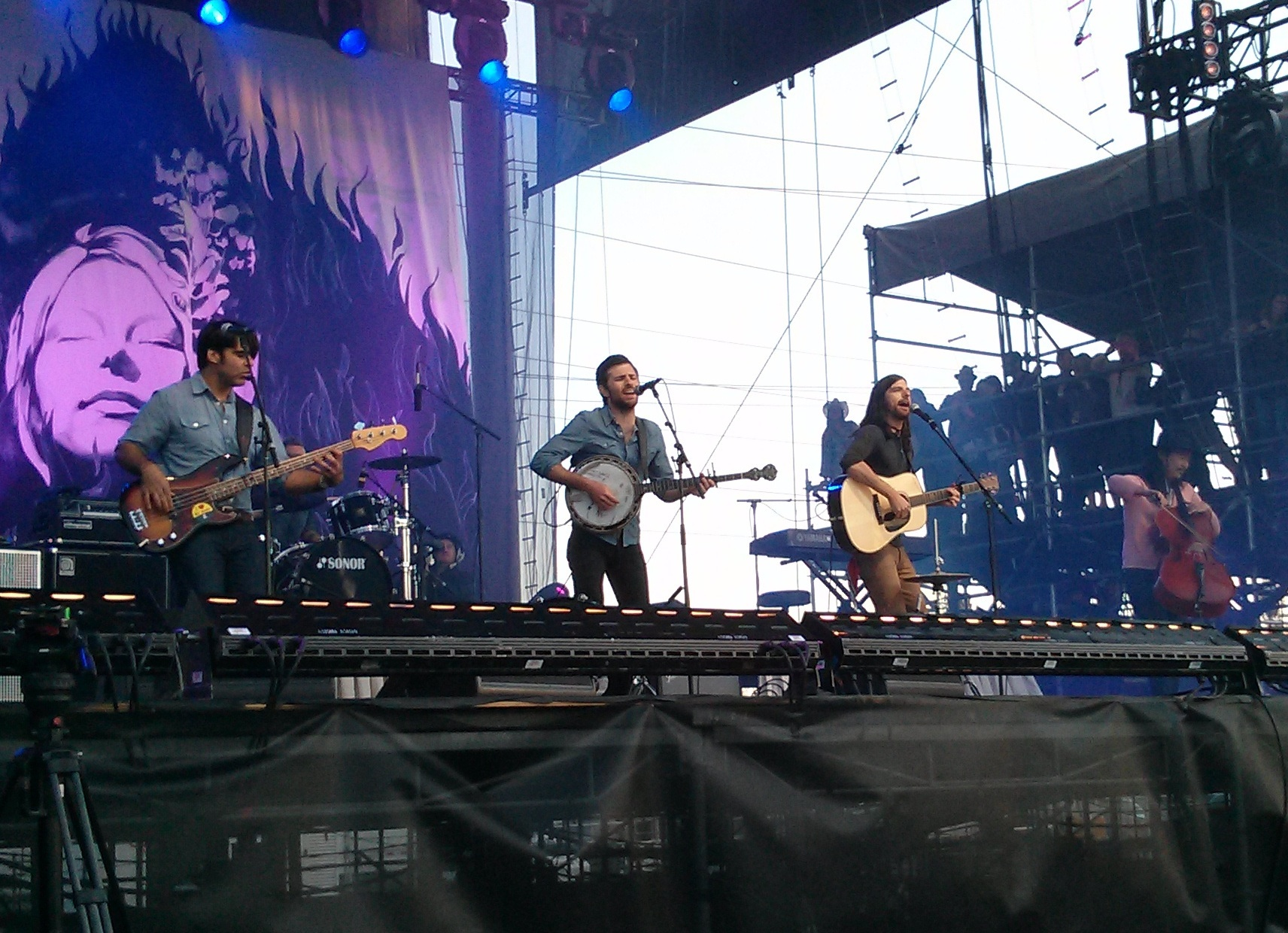
Los Avett Brothers en el Bottlerock festival en Napa, California, en mayo de 2013

El 12 de junio de 2013, Avett Brothers anunció que un compañero para The Carpenter sería lanzado en el otoño de 2013. El 27 de julio en el Newport Folk Festival, The Avett Brothers anunció que este nuevo álbum se llamaría Magpie and the Dandelion. El 8 de agosto de 2013, Avett Brothers anunció a través de la NPR que el álbum consistía en su mayoría en canciones grabadas durante las sesiones de The Carpenter, y sería lanzado el 15 de octubre de 2013. El álbum fue lanzado en general con buenas opiniones de la crítica y alcanzó su punto máximo en el puesto número 5 en el Billboard 200 en su primera semana. Tania Elizabeth, que había grabado con los Avetts durante las sesiones del álbum, comenzó a viajar con la banda el 21 de noviembre de 2013.
Cerca del final de mayo de 2014, Seth Avett y Bob Crawford mencionan en diferentes entrevistas que estaban grabando demos para su próximo álbum. Durante su concierto del 13 de diciembre de 2014 en la Playa del Mirto, Carolina del Sur , Seth y Scott mencionaron noviembre para la grabación de canciones para su próximo álbum. En noviembre de 2015 Seth actualiza la estimación en "a principios de 2016."
El 23 de noviembre de 2015, la banda anunció su cuarto álbum en vivo y en segundo concierto de DVD, titulado Live, Vol Four, que sería publicado el 18 de diciembre de 2015. El álbum en vivo fue grabado el 31 de diciembre de 2014 en un concierto en Raleigh, Carolina del Norte. Mientras estaba de gira en apoyo del álbum, la banda siguió hablando de su noveno álbum de estudio.
El 3 de marzo de 2016, la banda publicó una carta en la que anunció su noveno álbum de estudio titulado True Sadness. En la carta, Seth Avett escribió "True Sadness es una colcha de retazos, tanto temática como estilísticamente." El álbum fue lanzado el 24 de junio de 2016, y debutó en el número 3 en el Billboard Top 200 y el N.º 1 en las listas de Folk y de Rock. El álbum recibió una mezcla de críticas positivas y negativas. Entertainment Weekly elogió a la banda por la experimentación y la "voluntad de derribar fronteras" mientras que Pitchfork ha criticado la "desconcertante capas de sintetizadores en lo que se siente como una estratagema para empujar a los Avetts en el Top 40". El álbum marcó dos nominaciones en la edición 59 ª Anual de Premios Grammy para el Mejor Americana Álbum y Mejor Americana Raíces para el sencillo "Ain't No Man." En octubre de 2016, la banda fue aceptada en el Carolina del Norte Music Hall of Fame. El 31 de enero de 2017, se anunció que un documental sobre la producción de True Sadness titulado May It Last: A Portrait of The Avett Brothers, dirigida por Judd Apatow y Michael Bonfiglio sería estrenado en el South by Southwest film festival de 2017.
En mayo de 2024, la banda anunció que "Swept Away", el musical de teatro basado en su música y que tuvo funciones en 2022 en Berkeley Repertory Theatre, va a ser transferida a Broadwayen otoño de 2024.

## Miembros
Miembros permanentes
- Seth Avett - voz principal y coros, guitarra, hi-hat, piano, percusión, pandereta
- Scott Avett - voz principal y coros, banjo, bombo, armónica, guitarra, piano, batería.
- Bob Crawford - respaldo de voz, contrabajo, bajo eléctrico, trompeta, violín
- Joe Kwon - chelo, coros

Músicos de giras

- Mike Marsh - batería (2012–presente)
- Paul DeFiglia - piano, contrabajo, órgano (2011–presente)
- Tania Elizabeth - violín (2013–presente)

Miembros anteriores
- Juan Twomey - guitarra (1997-2001)
- Jacob Edwards - batería (2010-2012)[51]

## Discografía
Álbumes de estudio
- Country Was (2002)
- A Carolina Jubilee (2003)
- Mignonette (2004)
- Four Thieves Gone: The Robbinsville Sessions (2006)
- Emotionalism (2007)
- The Second Gleam (2008)
- I and Love and You (2009)
- The Carpenter (2012)
- Magpie and the Dandelion (2013)
- True Sadness (2016)
- Closer Than Together (2019)
- The Third Gleam (2020)
- The Avett Brothers (2024)

## Premios y nominaciones

### Americana Music Honors & Awards
| Año  | Obra                        | Award              | Resultado |
| ---- | --------------------------- | ------------------ | --------- |
| 2007 | Emerging Artist of the Year | The Avett Brothers | Won       |
| 2007 | Album of the Year           | Emotionalism       | Nominated |
| 2007 | Duo/Group of the Year       | The Avett Brothers | Won       |
| 2008 | Duo/Group of the Year       | The Avett Brothers | Nominated |
| 2010 | Duo/Group of the Year       | The Avett Brothers | Won       |
| 2010 | Song of the Year            | I and Love and You | Nominated |
| 2011 | Duo/Group of the Year       | The Avett Brothers | Won       |
| 2014 | Duo/Group of the Year       | The Avett Brothers | Nominated |

### Grammy Awards
| Año  | Obra                            | Award          | Resultado |
| ---- | ------------------------------- | -------------- | --------- |
| 2013 | Best Americana Album            | The Carpenter  | Nominated |
| 2017 | Best American Roots Performance | "Ain't No Man" | Nominated |
| 2017 | Best Americana Album            | True Sadness   | Nominated |

## Otras apariciones
- "I and Love and You" fue presentado en la temporada siete de la serie de televisión One Tree Hill también titulada "I and Love and You".[52]
- "Kick Drum Heart" de I and Love and You fue incluida en el episodio de estreno "Live for Today, Pray for Tomorrow" en MTV's World of Jenks.
- La serie Parenthood ha presentado varias canciones de Los Avett Brother.
- El 1 de noviembre de 2012, la banda apareció en el Jimmy Kimmel Live interpretando "I and Love and You"  con la orquesta Filarmónica de Brooklyn.
- El 22 de febrero de 2013, la banda apareció en el programa Late Night with Jimmy Fallon.
- El 30 de septiembre de 2013, la banda interpretó "Vanidad" en el programa Late Night With Jimmy Fallon con Chris Cornell.
- El 31 de diciembre de 2013 la bandainterpretó varios temas en  "Inside Llewyn Davis".[53]
- Los Avett Brothers aparecieron en el documental Jack White  producido por la serie American Epic que se estrenó en el año 2016 en el Festival de Cine de Sundance y se emite en la PBS en el 2017.[54]
- El 20 de enero de 2017, la banda interpretó "Dame Amor (Dame Paz en la Tierra)" en "The Late Show con Stephen Colbert."[55]

## En la cultura popular
Referencias a las letras de los Avett Brothers ocupan un lugar destacado en la novela romántica Slammed de Colleen Hoover, escritora de la novela Tal vez mañana.